# Olive Hill, Kentucky
Olive Hill er en by langs Tygarts Creek i Carter County, Kentucky, USA. Befolkningen var på 1.599 under USA's folketælling fra 2010.

## Historie
Olive Hill begyndte som et afsidesliggende handelspost, der blev etableret af Henderson brødre i den første del af det 19. århundrede. Selv om Olive Hill efter sigende blev opkaldt af Elias P. Davis efter sin ven Thomas Oliver, er der ingen beviser for støtte for denne populære påstand. I 1881 blev byen flyttet fra en bjergskråning til den nuværende placering i Tygarts Creek - dalen, hvor Elizabethtown, Lexington og Big Sandy Jernbanen havde lagt spor. Bjergskråningen blevet kendt som Old Olive Hill og fungerer nu som byens boligområde. Den 24. marts 1884, blev Olive Hill en by, og fungerede som hovedby for det kortlivede Beckham County fra 9. februar til 29. april 1904.
Chesapeake and Ohio Railway servicerede Olive Hill og mange andre steder på jernbanens Lexington Subdivision (der kører fra Ashland til Lexington). C&O fusionerede sig til Chessie System, som CSX Transportation senere købt ud, og efter det trak CSX jernbanen op i midten af 1980'erne. Olive Hill bevarede og restaurerede et passagerdepot samt en personvogn ("John Hop Brun" Memorial Park).
Olive Hills racehistorie er ikke én, der giver en behagelig læsning. Ifølge George C. Wright i sin A History of Blacks in Kentucky, volume 2: "I det lille samfund Olive Hill i 1917, truede flere hundrede hvide arbejdere på murstenfabrikanten Generelt Refractories Company med at strejke, medmindre nyligt ansat sorte medarbejdere blev afskediget. Efter først at have nægtet at mødes med lederne af de utilfredse arbejdere, accepterede virksomhedslederne deres efterspørgsel og fyrede alle de sorte arbejdere(s.14)." Måske er  dette er en af grundene til at folketælling i 2010 kun viste 17% procent af byens befolkning er afroamerikanere.
- John "Hop" Brun Memorial park
- Bevares Passager Depot

## Kendte personer
Olive Hill er fødestedet for country musik sangeren Tom T. Hall, en kendsgerning, der er noteret på "Welcome to Olive Hill"-skilte i udkanten af byen.